# Saburo Kavabuči
Saburo Kavabuči (japonsko 川淵 三郎), japonski nogometaš in trener, 3. december 1936, Osaka, Japonska.
Za japonsko reprezentanco je odigral 26 uradnih tekem.